# طواف دي بريتاجن 2015
طواف دي بريتاجن 2015 (بالفرنسية: Tour de Bretagne 2015)‏ هو سباق دراجات هوائية، وهو الموسم رقم 49 من نفس السباق، وأقيم خلال الفترة 25 أبريل 2015، وحتى 1 مايو 2015، وامتدّ لمسافة 1166.5 كيلومتر، وهو أحد سباقات طواف أوروبا للدراجات 2015، وقد شارك في السباق 143 متسابقاً ووصل إلى نهايته 87 متسابقاً.
فاز فيه بالمركز الأول Sébastien Delfosse ‏، والفريق الفائز في ترتيب الفرق Rabobank Development 2015.

## الفائزون
| الترتيب    | الفائز               |
| ---------- | -------------------- |
| الفائز     | Sébastien Delfosse ‏  |
| حسب النقاط | دانيال هويلجارد      |
| تسلق الجبل | Antwan Tolhoek ‏      |
| أفضل شاب   | لويك فليجن           |
| مجموعة     | Antoine Warnier ‏     |
| الفريق     | Rabobank Development |

## وصلات خارجية
- طواف دي بريتاجن 2015 على موقع إحصائيات الدراجات الإحترافية (الإنجليزية)
- الموقع الرسمي